# かつらぎ町コミュニティバス
かつらぎ町コミュニティバス（かつらぎちょうコミュニティバス）は、和歌山県伊都郡かつらぎ町内を運行するコミュニティバスである。

## 概要
和歌山バス那賀で運行されていた路線を引き継いだうえ、丹生都比売神社、旧花園村（現：かつらぎ町花園）、紀の川北岸・南岸の路線を新設し、運行を開始した。2019年時点での利用者は1日平均53.1人。
なお、車両はかつらぎ町が所有し、運行管理はすべて和歌山バス那賀へ委託されている。

## 沿革
- 2002年度：運行開始。
- 2014年6月：河北・河南コースを廃止し、河南コースと河北通院コースを新設[2]。
- 2015年10月1日：河北通院コースの高田 - 笠田駅前を延伸、笠田駅前 - 役場前の経路変更。和歌山バス・和歌山バス那賀共通バスカードが利用可能となる[3]。
- 2021年4月1日：一部路線をデマンド型乗合タクシー（5ルート）へ置き換え、運賃を大人150円から200円に値上げ。

## 運行概況
- 基本的に毎日運行。年末年始（12月31日～1月3日）は運休する。また、通院コースは日曜と祝日運休。
- 各コースにつき1日3～5往復の運行。

## 運賃
- 大人：200円、小児：100円
- 障害者およびその介護者と、中学生、高校生は半額となる。
- 運転手から乗継券を受け取ることで、無料で乗り継げる。

## 現行路線

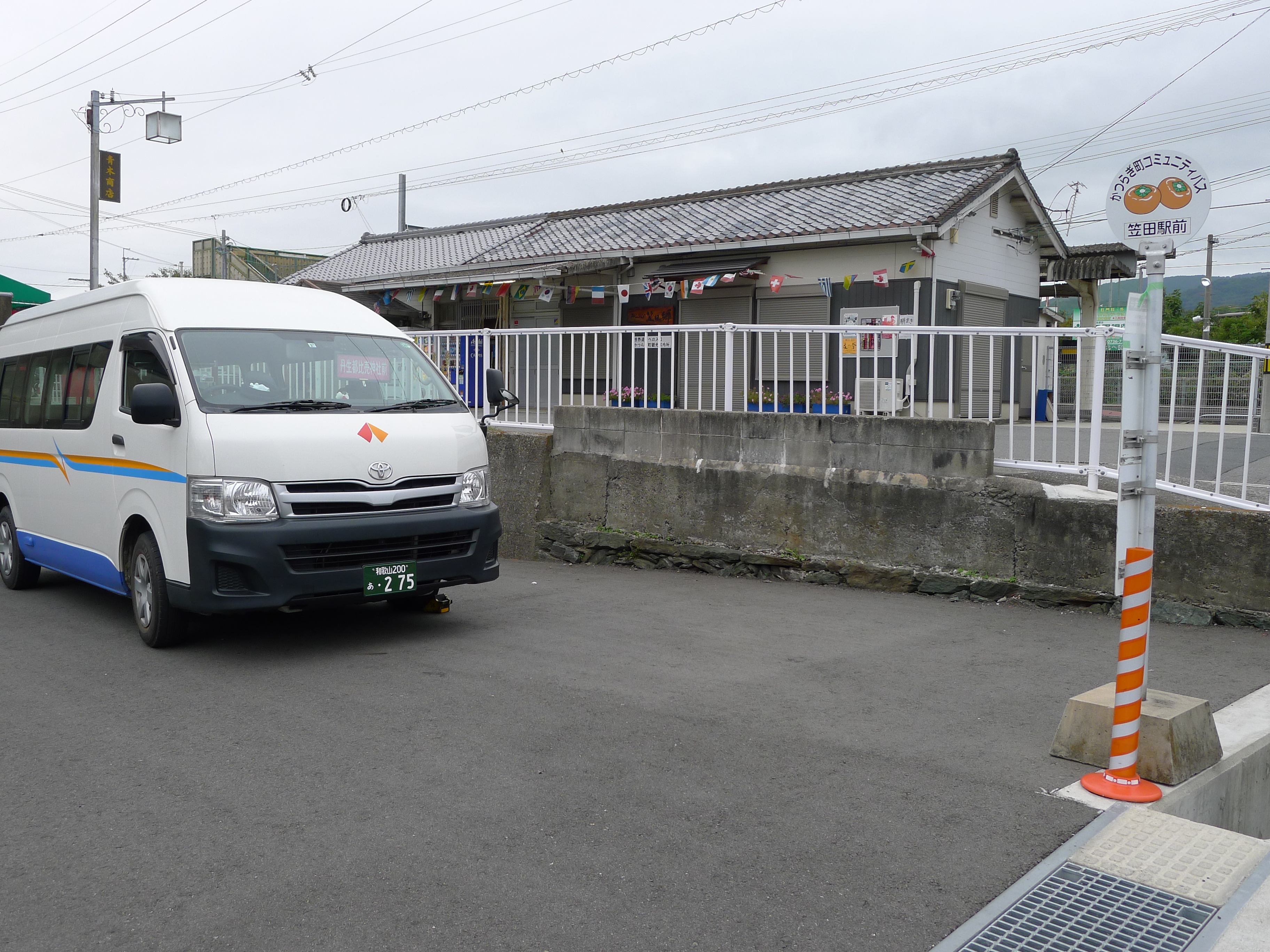
笠田駅前のバス乗り場、停車しているのは丹生都比売神社行

### 新城・花園コース
笠田駅から旧花園村へ向かう。2002年4月、和歌山バス那賀志賀線廃止に伴い、同線を移管し、運転区間を延伸。入道山 - 花園の区間はフリー乗降区間となっている。
- 笠田駅前 - 入道山 - 星山橋 - 下志賀 - 下新城勝古手 - 花園

### 天野コース
入道山 - 丹生都比売神社前の区間はフリー乗降区間となっている。
- 笠田駅前 - 入道山 - 星山橋 - 丹生都比売神社前

### 通院コース
笠田駅から東側に向かう。日曜と祝日は運休する。2015年10月から2021年3月までは笠田駅前から西側の高田まで向かっていたが、この区間はデマンドタクシー笠田西部ルートに置き換えられた。
- 笠田駅前 - 役場前 - 妙寺 - 和医大紀北分院前

## 過去の路線

### 四郷コース
笠田駅から北側に向かう。2002年4月、和歌山バス那賀笠田線廃止に伴い、同線を移管。2021年4月改正でデマンドタクシー四郷ルートに置き換えられた。
- 笠田駅前 - 東谷（中村 - 東谷の間はフリー乗降区間）

### 河南コース
紀の川の南岸と妙寺駅・和医大紀北分院を結ぶ。2021年4月改正でデマンドタクシー河南西ルート・河南東ルートに置き換えられた。
- 西渋田西 - 妙寺 - 和医大紀北分院前

### 河北・河南コース
河北通院コースと河南コースに置き換えられた。中飯降駅周辺の一部区間ではバスの運行がなくなったが、現在はデマンドタクシー妙寺ルートの運行がある。
- 高田 - 笠田駅前 - 役場前 - 中飯降駅前 - 和医大紀北分院前 - 西渋田西

## 他路線連絡

### 鉄道
- 笠田駅前（全コース）
- 妙寺（通院コース）

### バス
- 新城・花園コース「下志賀」停留所では、紀の川市地域巡回バス桃山鞆渕コースに接続している。
- 同コース「下新城勝古手」停留所と花園地区の「臼谷」停留所間は一旦紀美野町域を通過するため停留所が設置されていないが、自由乗降区間に含まれるため乗降自体は行える。この区間内に紀美野町コミュニティバス高野線、および大十バス高野マリンライナーと重複している箇所があり、接続時間は考慮されていないものの海南方面へ乗り継げる。
- 同コース終点「花園」停留所付近で、有田鉄道バス（藤並駅方面）に乗り継げる。
- 天野ルート終点「丹生都比売神社前」停留所で、秋期のみ高野山麓世界遺産アクセスバスへ乗り継げる。